# Opisthocystis abyssalis
Opisthocystis abyssalis är en plattmaskart som beskrevs av Timoshkin 1986. Opisthocystis abyssalis ingår i släktet Opisthocystis och familjen Polycystididae. Inga underarter finns listade i Catalogue of Life.